# Lyubomir Epitropov
Lyubomir Epitropov (en bulgare : Любомир Епитропов), né le 27 avril 1999 à Veliko Tarnovo, est un nageur bulgare.

## Biographie
Lyubomir Epitropov est médaillé d'or du 200 mètres brasse aux Championnats d'Europe de natation 2024 à Belgrade, battant au passage le record de Bulgarie sur la distance.
En juin 2024, il est nommé porte-drapeau de la délégation bulgare aux Jeux olympiques de 2024 en compagnie de la boxeuse Stanimira Petrova.